# Zaberezie
Zaberezie (biał. Забярэззе; ros. Заберезье) – wieś na Białorusi, w obwodzie brzeskim, w rejonie pińskim, w sielsowiecie Bobryk.
W dwudziestoleciu międzywojennym folwark leżący w Polsce, w województwie poleskim, w powiecie pińskim, w gminie Dobrosławka. Znajdowała się tu wówczas stacja kolejowa linii wąskotorowej Malkowicze - Dobrosławka (obecnie nieistniejącej).
Po II wojnie światowej w granicach Związku Sowieckiego. Od 1991 w niepodległej Białorusi.